# خان رستم باشا (حماة)

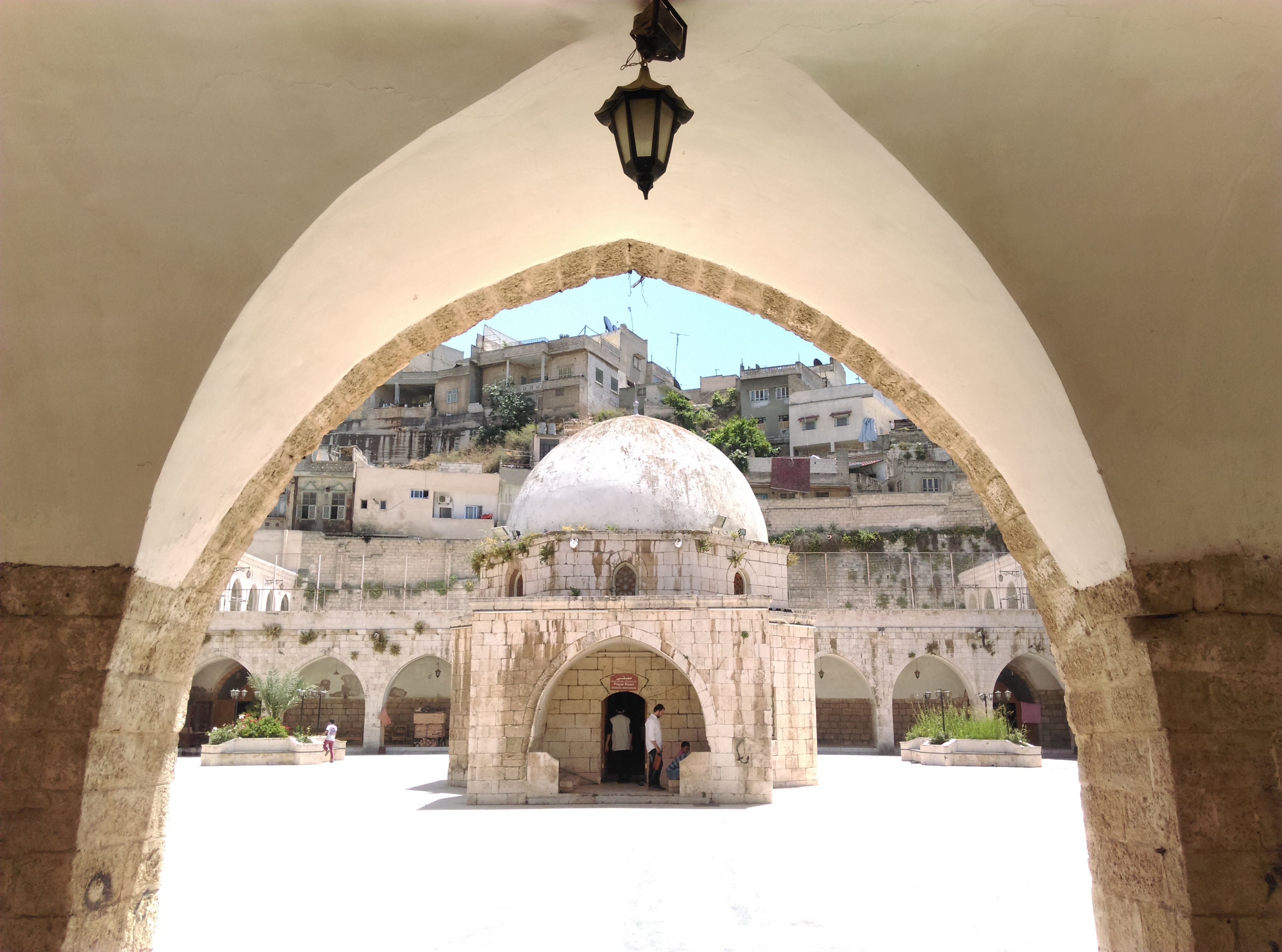
مدخل خان رستم باشا والمصلى وسط الفناء

خان رستم باشا يقع في شارع المرابط في مدينة حماة. بناه رستم باشا في عصر السلطان سليمان القانوني (964هـ/1556م) . له مدخل كبير ينفتح على بوابة واسعة لها حجرات جانبية، وعلى يسارها سلم حجري يقود إلى الطابق العلوي، وتؤدي البوابة إلى ساحة يتوسطها مسجد وتحيط بها قاعات كثيرة. وأطلق على هذا الخان أيام الاحتلال الفرنسي اسم خان العسكر وذلك لاستخدامه ثكنة عسكرية.
يتألف خان من طابقين وفي الفترة الأخيرة استخدم الطابق الأول سوق للمهن اليدوية والطابق الثاني ملجأ للأيتام.

## معرض الصور

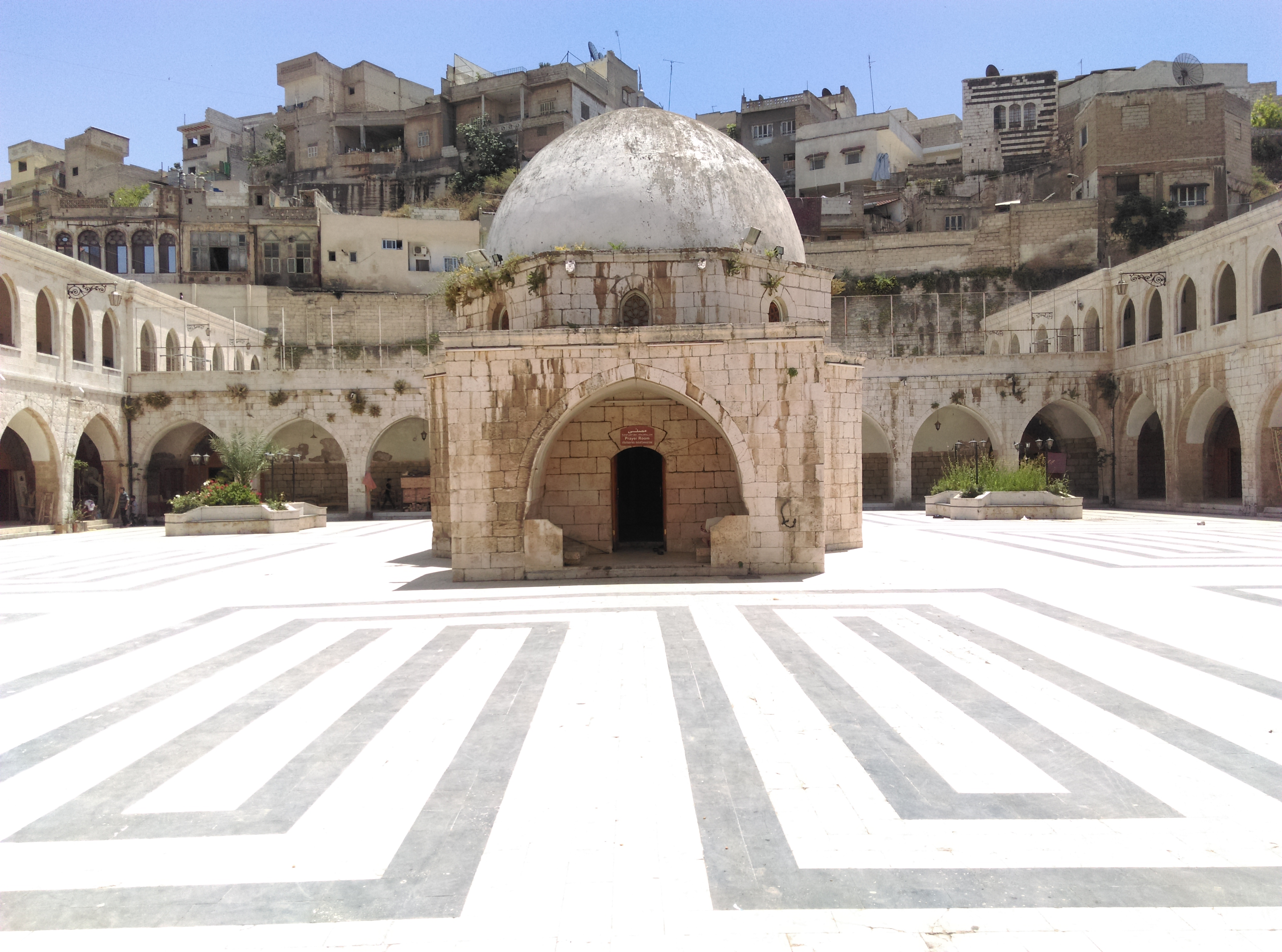
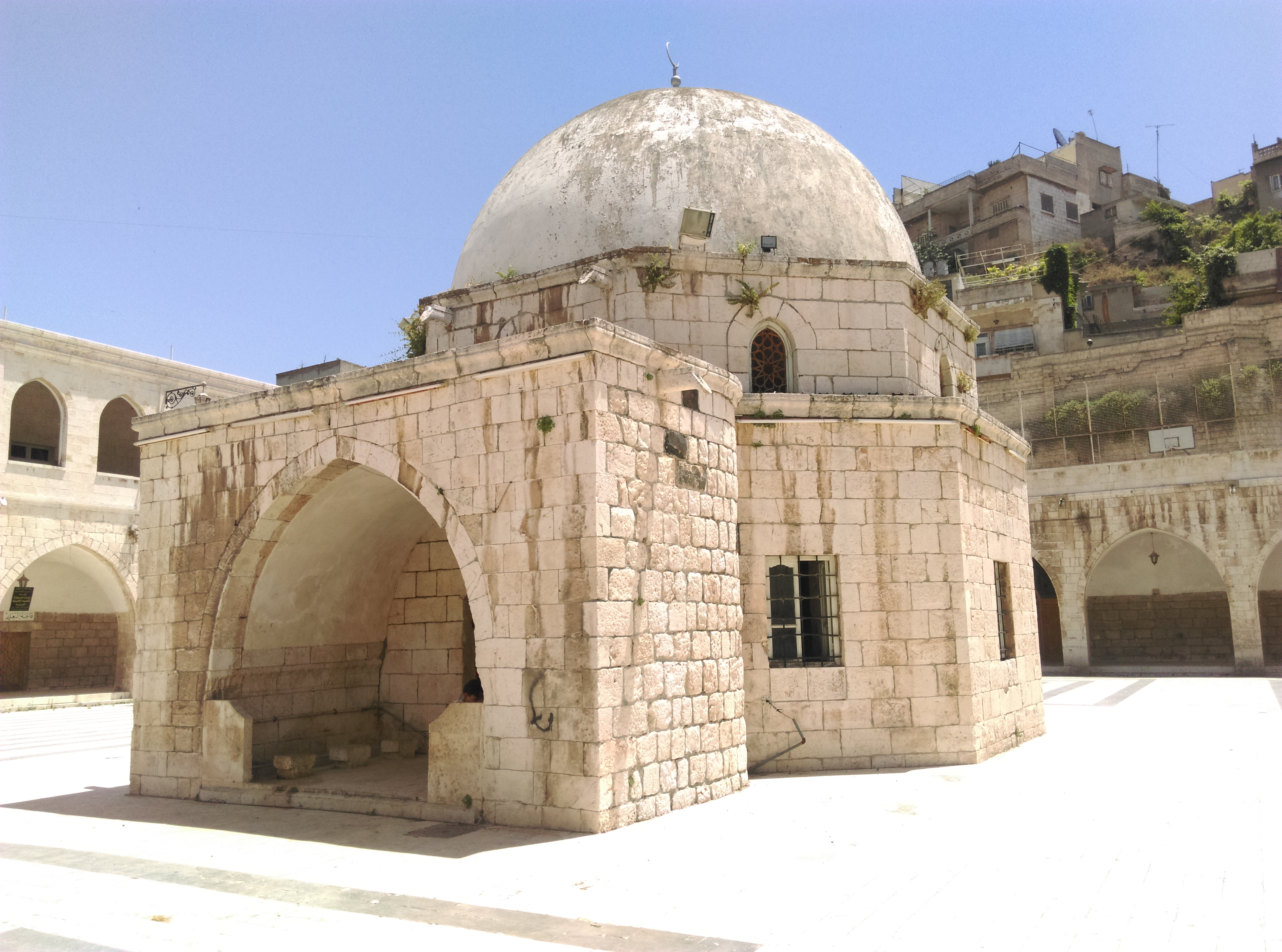
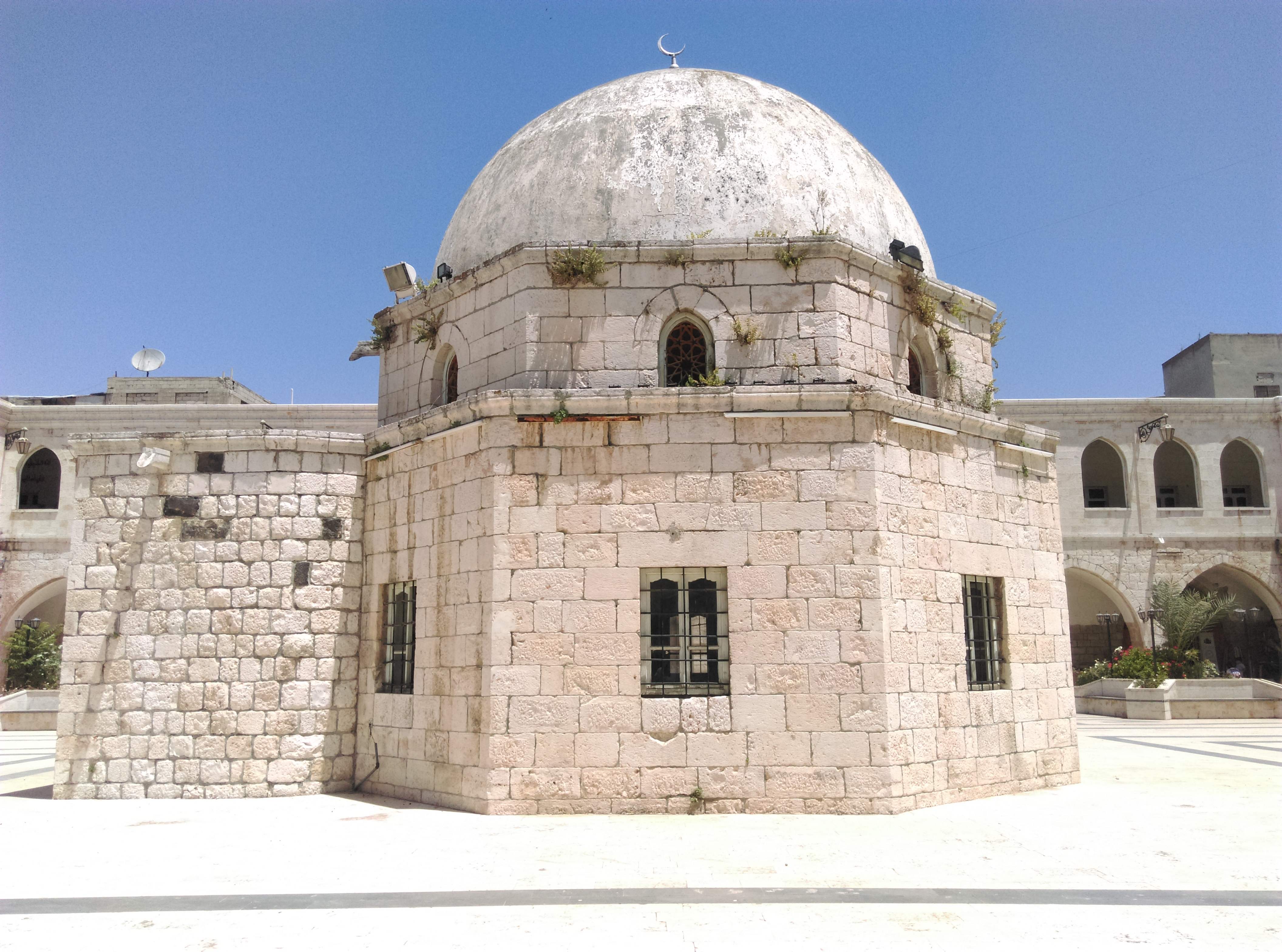
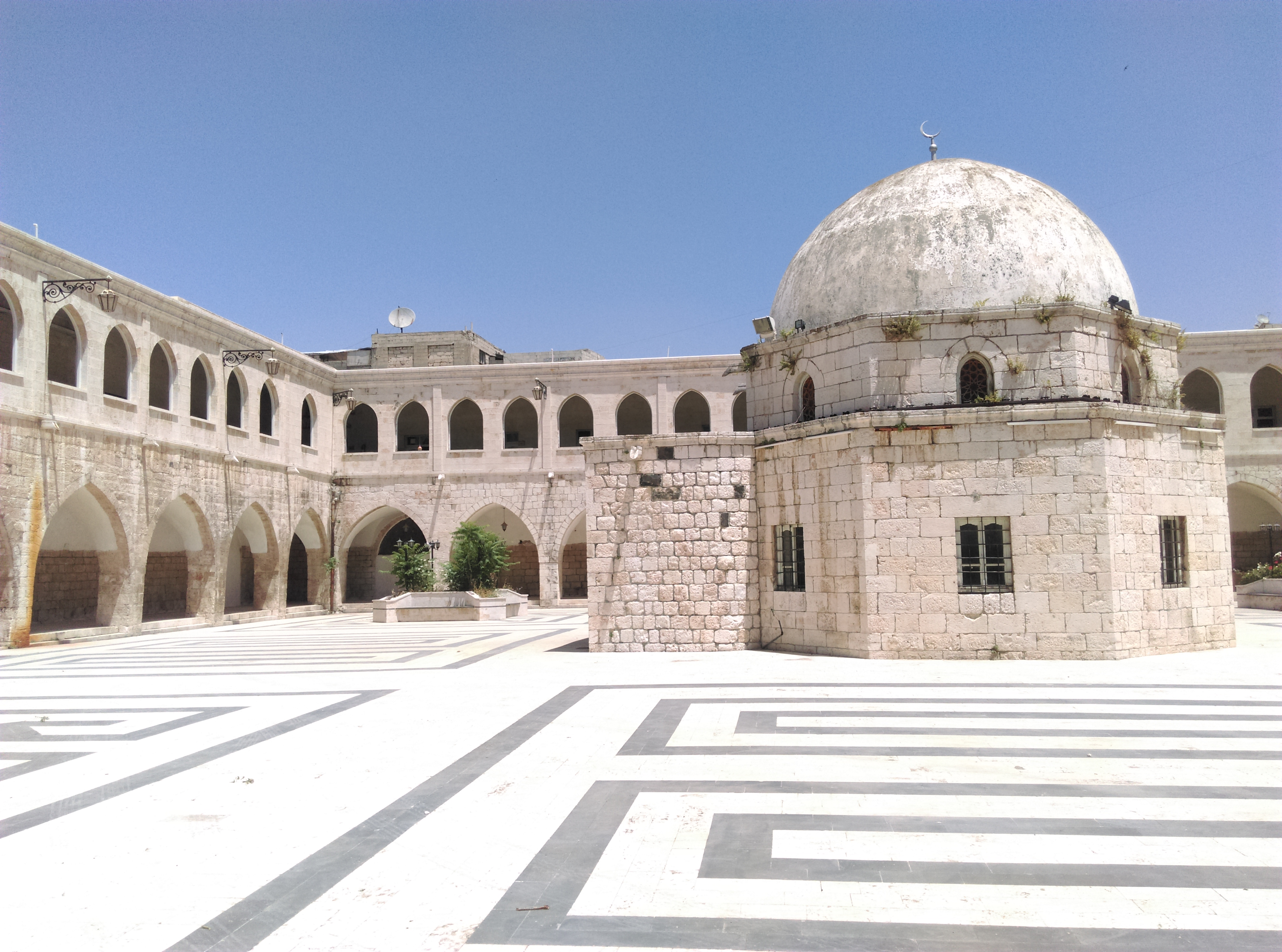
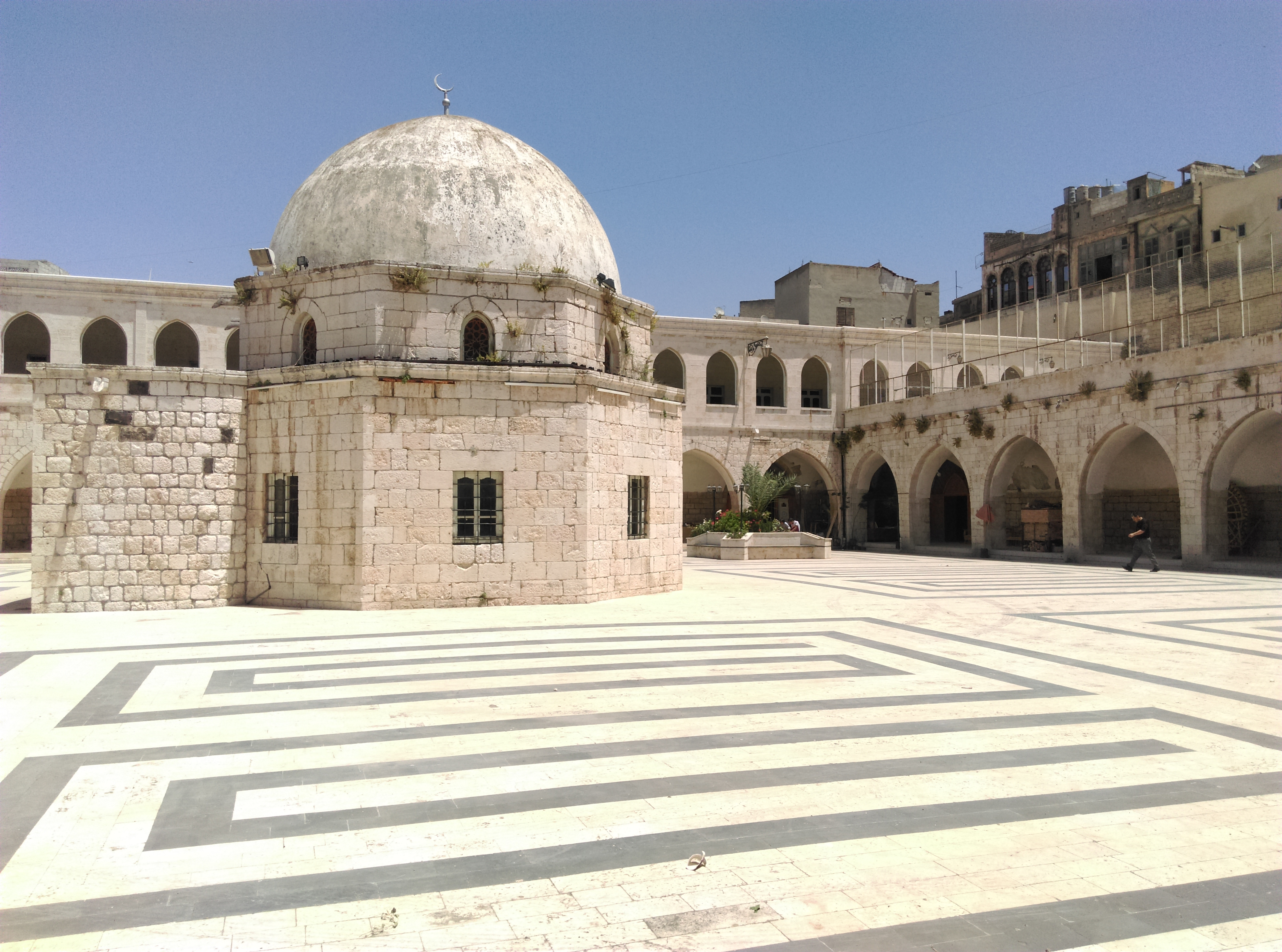

## وصلات خارجية
- الخانات في سوريا
- خان رستم باشا
- خان رستم باشا في مدينة حماة